# The heart is a drum
The heart is a drum är en svensk dokumentärfilm som hade svensk premiär 5 april 2019. Filmen är regisserad av Jacob Frössén, som även skrivit manus. Frössén har tillsammans med Dylan Williams även producerat filmen.

## Handling
Filmen handlar om Klaus Dinger som skapat ett mycket känt och ofta återanvänt trumbeat, motorik. I filmen intervjuas förutom Klaus Dinger även flera kända musiker såsom Iggy Pop, Bobby Gillespie, Gudrun Gut och Stephen Morris.

## Medverkande
- Klaus Dinger – Sig själv
- Kim Gordon – Sig själv
- Bobby Gillespie – Sig själv
- Michael Rother – Sig själv
- Iggy Pop – Sig själv
- Wolfgang Flür – Sig själv
- Gudrun Gut – Sig själv